# Đông Lỗ, Hiệp Hòa
Đông Lỗ là một xã thuộc huyện Hiệp Hòa, tỉnh Bắc Giang, Việt Nam.

## Địa lý
Xã Đông Lỗ nằm ở phía nam huyện Hiệp Hòa, có vị trí địa lý:
- Phía đông giáp thị xã Việt Yên
- Phía tây giáp thị trấn Bắc Lý và xã Châu Minh
- Phía nam giáp tỉnh Bắc Ninh
- Phía bắc giáp xã Đoan Bái.

Xã Đông Lỗ có diện tích 17,20 km², dân số năm 2023 là 18.738 người, mật độ dân số đạt 1.089 người/km².

## Hành chính
Xã Đông Lỗ được chia thành 11 thôn: Ấp Hồng, Chằm, Chúng, Đông Lỗ, Đồng Quan, Hạnh, Hưng Đạo, Khoát, Nghĩa Tiến, Vân Cẩm, Yên Ninh.

## Lịch sử
Đầu thế kỷ XX, tổng Đông Lỗ thuộc huyện Yên Việt có 6 xã: Đông Lỗ, Lỗ Hạnh, Vân Cẩm, Đoan Bái, Bái Thượng, Đăng Ngoại, phủ Bắc Hà, xứ Kinh Bắc.
Tháng 7 năm 1820 (năm Minh Mệnh thứ nhất), huyện Yên Việt đổi tên thành huyện Việt Yên, địa bàn Đông Lỗ thuộc tổng Đông Lỗ, huyện Yên Việt, phủ Lạng Giang, tỉnh Bắc Ninh.
Ngày 10 tháng 10 năm 1895, Toàn quyền Đông Dương ban hành Nghị định về việc thành lập tỉnh Bắc Giang gồm 2 phủ: Đa Phúc, Lạng Giang và 6 huyện: Việt Yên, Yên Dũng, Kim Anh, Yên Thế, Hiệp Hòa, Phượng Nhỡ. Khi đó, tổng Đông Lỗ thuộc huyện Yên Việt, phủ Lạng Giang, tỉnh Bắc Giang gồm 10 xã: Đông Lỗ, Lỗ Hạnh, Đoan Bái, Bái Thượng, Yên Ninh, Lương Phong, Lương Thiện, Lương Mỹ, Đăng Ngoại, Văn Tân.
Ngày 11 tháng 5 nam 1917, Quyền Thống sứ Bắc Kỳ ban hành Nghị định về việc sáp nhập tổng Đông Lỗ thuộc huyện Yên Việt vào huyện Hiệp Hòa, gồm các xã: Đông Lỗ, Lỗ Hạnh, Bái Thượng, Vân Cẩm, Đoan Bái, Lương Phong, Đăng Ngoại.
Trước năm 1945, tổng Đông Lỗ gồm 7 xã, dân số có 3.453 người (năm 1927).
Năm 1946, thành lập xã Đông Lỗ và xã Đông Hòa thuộc huyện Hiệp Hòa trên cơ sở 4 xã của tổng Đông Lỗ: Yên Ninh, Đông Lỗ, Lỗ Hạnh, Vân Cẩm.
Năm 1948, thành lập xã Hòa Bình trên cơ sở xã Đông Lỗ và xã Đông Hòa.
Ngày 27 tháng 10 năm 1962, Quốc hội ban hành Nghị quyết về việc thành lập tỉnh Hà Bắc trên cơ sở tỉnh Bắc Giang và tỉnh Bắc Ninh. Khi đó, xã Hòa Bình (Đông Lỗ) thuộc huyện Hiệp Hòa, tỉnh Hà Bắc.
Năm 1971, đổi tên xã Hòa Bình thành xã Đông Lỗ, gồm 14 thôn: Trung Chính, Ngọc Chiểu, Lửa (Làng Thương), Chằm (Nghĩa Trạch), Khoát Chùa, Khoát Bắc, Khoát Đông, Chúng, Hạnh Hoa, Cầu Lâu, Giếng Đá, Yên Ninh, Nghĩa Tiến, Xóm Giữa.